# Jeannine Riley
Jeannine Brooke Riley (nacida el 1 de octubre de 1940) es una actriz estadounidense.

## Primeros años
Hija de Mr. y Mrs. James Riley, Nació en Fresno, California, y se mudó con su familia a Madera (California), después de que su padre dejara el ejército. Recibió dos años de formación en interpretación y otros aspectos del mundo del espectáculo en el Pasadena Playhouse.

## Carrera
Al principio de su carrera, Riley actuó en la televisión de Fresno y en el ballet subacuático de un hotel.
Apareció en papeles de invitada en numerosas series de televisión (Route 66, The Man from U.N.C.L.E., The Wild Wild West) y algunos largometrajes como The Big Mouth (1967), Fever Heat (1968), The Comic (1969) y Electra Glide in Blue (1973). En 1963, Riley apareció como Amelia Pryor en The Virginian en el episodio "Run Away Home". También en 1963 en Wagon Train en el episodio "The Davey Baxter Story".
Ganando el papel sobre 300 competidores, Riley interpretó a Billie Jo Bradley en las dos primeras temporadas de la sitcom de la CBS Petticoat Junction (1963–1965).: 828  Riley dejó la serie en 1965 para dedicarse al cine. También tuvo un papel regular en la serie de comedia Hee Haw (1969-1971).: 448  Interpretó a Lulú McQueen (una imitación de Ginger Grant, interpretada por Tina Louise, de Gilligan's Island) en la comedia de situación de wéstern Dusty's Trail, que se emitió en 1973-74.
En 2020, Riley publicó The Bolder Woman: It's About Time (ISBN 979-8550679210), un libro que escribió "para instruir a las mujeres sobre cómo pueden seguir cumpliendo sus sueños sin importar la edad que tengan."

## Filmografía parcial
- Five Finger Exercise (1962) - Chica (Sin acreditar)
- Strike Me Deadly (1963) - Lori Grant
- The Big Mouth (1967) - Bambi Berman
- Fever Heat (1968) - Sandy Richards
- The Comic (1969) - Lorraine Margaret Bell
- Electra Glide in Blue (1973) - Jolene
- The Outfit (1973) - Prostituta (Sin acreditar)
- The Wackiest Wagon Train in the West (1976) - Lulu McQueen
- Lone Star Bar & Grill (1983) - Arlene
- Timebomb (1991) - Señora de la casa (último papel cinematográfico)